# Skads Sogn
Skads Sogn er et sogn i Skads Provsti (Ribe Stift).
I 1800-tallet var Skads Sogn anneks til Jerne Sogn. Begge sogne hørte til Skast Herred i Ribe Amt. De dannede i 1842 Jerne-Skads sognekommune. Esbjerg blev i 1894 udskilt fra den som sognekommune, og i 1899 blev Esbjerg købstad. I 1914 blev Jerne og Skads adskilt som selvstændige sognekommuner. Skads blev i 1967 indlemmet i Esbjerg købstad, som ved kommunalreformen i 1970 blev kernen i Esbjerg Kommune.
I Skads Sogn ligger Skads Kirke.
I sognet findes følgende autoriserede stednavne:
- Andrup (bebyggelse, ejerlav)
- Bavnehøj (areal)
- Briksbøl (bebyggelse)
- Knude (bebyggelse)
- Lunde (bebyggelse, ejerlav)
- Mølhøj (areal)
- Oksvang (bebyggelse, ejerlav)
- Sadderup (bebyggelse, ejerlav)
- Skads (bebyggelse, ejerlav)
- Smørpøt (bebyggelse, ejerlav)
- Solbjerg (bebyggelse, ejerlav)
- Solbjerg Plantage (areal)
- Tinghede (areal)
- Tude (bebyggelse)
- Tårngårde (bebyggelse)